# Бой при Узнацке
Бой при Узнацке — боестолкновение передового отряда генерала Властова корпуса графа Витгенштейна с арьергардом корпуса маршала Виктора у местечка Узнацк в 6 километрах южнее местечка Холопеничи. Сражение было одним из серии боёв русских частей  при Березине с отступающими за пределы Российской империи войсками Наполеона. Арьергард корпуса маршала Виктора потерпел поражение и с большими потерями отступил.

## Предыстория
Виктор и  Удино в сражении при  Смолянцах  не смогли выполнить приказ Наполеона и отбросить 1-й отдельный корпус Витгенштейна от правого фланга армии Наполеона, которая отступала за пределы Российской империи.  Витгенштейн закрепился на реке  Улла, считая позицию достаточно сильной. Ранее Кутузов неоднократно извещал Витгенштейна  «о вероятном движении против него Наполеона с главными силами», предоставляя ему право действовать по собственному усмотрению.  Французские корпуса Виктора и Удино отошли к местечку Черея.
20 ноября,  выполняя приказ Наполеона, корпус Удино отделился от войск Виктора и усиленным маршем направился к  Борисову.  Виктору было предписано «служить заслоном и сдерживать превосходящие силы Витгенштейна».  21 ноября арьергард Виктора оставил местечко Лукомль. Витгенштейн приказал осуществить преследование неприятеля: отряду Властова направиться к Холопеничам, авангарду – к Черее. В ночь с 22 на 23 ноября Виктор оставил Черею и двинулся на линию Холопеничи – Батуры.  Накануне 22 ноября местечко Холопеничи было занято отрядом генерала Властова (5000 чел. с двумя конными орудиями). Аванпосты под командованием полковника  Гернгросса  (полки: сводный гусарский; два казачьих)  отряда Властова были размещены у местечка Волковыск в непосредственной близости от Батур и Узнацка.

## Ход боестолкновения
23 ноября в 3 часа дня аванпосты были атакованы сильным отрядом корпуса Виктора.  Полковник Гернгросс отступил к местечку Узнацк.  Генерал Властов с егерским полком и двумя конными орудиями лично поддержал полковника Гернгросса. Завязался «жаркий бой».  Два казачьих полка атаковали неприятельских стрелков и «опрокинули» их на позади стоявшую пехоту 126-го линейного полка, которая построилась в каре.  Каре стойко оборонялось, дожидаясь подкрепления (пехотную бригаду генерала Бельярда и легкоконный полк).  Русская кавалерия (Елизаветградские и Изюмские гусары), повторно атаковав, сумела «вклиниться в каре» и опрокинуть кавалерию противника. Удачные пушечные выстрелы принудили бригаду Бельярда отступить.  К ночи бой прекратился.

## Итог боестолкновения
У неприятеля: более 300 чел. убитыми, пленено 1500 чел. в том числе 27 офицеров.
Бой произвел на Виктора сильное впечатление. Он лишний раз убедился в силе Витгенштейна.
24 ноября авангард армии Витгенштейна под командованием генерала Властова с войсками генерала Гарпе  настиг арьергард корпуса Виктора и отбросил его к реке  Бобр .
22 ноября офицер конного разъезда Дунайской армии в местечке Холопеничи передал для Витгенштейна от графа  Ланжерона записку, в которой сообщалось, что армия Чичагова заняла позиции на Березине.  Чичагов приглашал Витгенштейна соединиться с ним 24 или 25 ноября на левом берегу Березины у оршской дороги.